# Бвинди
Бви́нди — национальный парк в юго-западной части Уганды, часть леса Бвинди. Расположен вдоль границы с Демократической республикой Конго, рядом с национальным парком Вирунга, на краю Великой рифтовой долины. Площадь — 331 км2. Парк состоит из равнинных и горных джунглей. Добраться до него можно только пешком.
Является объектом Всемирного наследия ЮНЕСКО.
Бвинди — одна из самых богатых экосистем в Африке. В парке обитает около 120 видов млекопитающих, 346 видов птиц, 202 вида бабочек, 163 вида деревьев, 100 видов папоротников, 27 видов земноводных. Здесь проживает 340 горных горилл, что составляет почти половину всего их количества.

## История
В 1932 году два квартала Бвинди были официально утверждены как Королевский лесной фонд. Северная часть называлась «Лесной заповедник „Kayonza Crown“», южная — «Лесной заповедник „Kasatora Crown“». Общая площадь этих заповедников составляла 207 км2. В 1942 году оба участка были объединены, расширены и названы «Impenetrable Central Crown Forest». Эта новая охраняемая территория занимала площадь 298 км2. Парк находился под совместным контролем правительства Уганды и Министерства лесного хозяйства.
В 1964 году заповедник был объявлен приютом для животных, в частности, для сохранения популяции горных горилл, и переименован в «Непроходимый центральный лесной заповедник». В 1966 году два других лесных резерва стали частью основного парка, увеличив его площадь до 321 км2.
В 1991 году были подготовлены законодательные акты, по которым Бвинди, наряду с национальными парками Мгахинга и Рувензори (создан в 1991 году), были объявлены заповедниками горных горилл. Его площадь составила 330,8 км2. В национальном парке охраняются многие виды растений и животных, в частности, горные гориллы. Расширение охраняемой территории оказало воздействие на пигмеев, живущих на его территории. Все они были выселены из леса и не допускаются в национальный парк.
Бвинди стал популярным туристическим объектом начиная с 1993 года. В 1994 году он был включён объектом Всемирного наследия ЮНЕСКО. Управление парком изменилось: ответственной за эту территорию стала Администрация дикой природы Уганды. В 2003 году к заповедной зоне было добавлено 4,2 км2.

## География и климат
Национальный парк Бвинди расположен на юго-западе Уганды. В западной части парка проходит граница с Демократической республикой Конго. Площадь 331 км2. Город Кабале на юго-востоке является ближайшим населённым пунктом к Бвинди. Парк состоит из двух блоков леса, форма которых напоминает форму двух отдельных территорий, взятых под охрану в 1932 году. Блоки связаны небольшим «коридором». Существуют сельскохозяйственные земли, находящиеся в местах, где ранее лес не входил в состав охраняемой территории. Там очень хорошо развита человеческая деятельность.

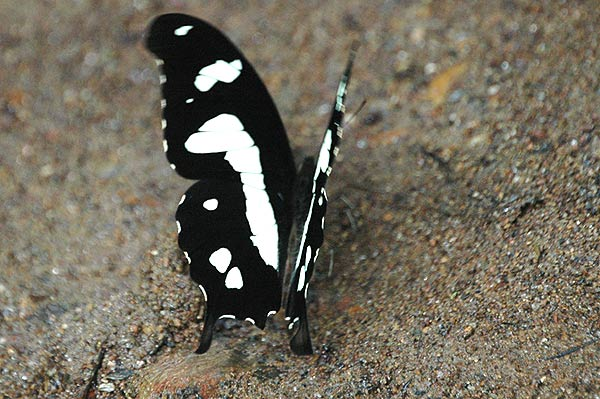
Чёрный махаон (Papilio hesperus)

Парк стоит на докембрийских кристаллических сланцах, кварците, граните. Он расположен на западном краю Великой рифтовой долины. Рельеф очень прочный[прояснить], с узкими долинами, которые пересекаются реками, и крутыми холмами. Высота над уровнем моря колеблется от 1190 до 2607 метров, 60 % парка находится на высоте более 2000 метров. Наивысшая точка — холм Rwamunyonyi — расположена на восточной окраине парка. Самая низкая точка находится в северной части.
Лес является важной областью водосбора. Бо́льшую часть осадков составляют потоки[что?]. В нём находятся истоки многих рек, которые текут на запад, север и юг. Крупнейшие реки — Иви, Муниага, Илихизо, Ишаша, которые впадают в озеро Эдуард. Другие реки впадают в озёра Мутанда и Буниони. Вода из национального парка используется в соседних сельскохозяйственных районах.
Бвинди имеет тропический тип климата. Температура колеблется от 7—17 до 20—27°С. Годовое количество осадков 1400—1900 мм; большинство из них выпадает с марта по апрель и с сентября по ноябрь.

## Флора и фауна

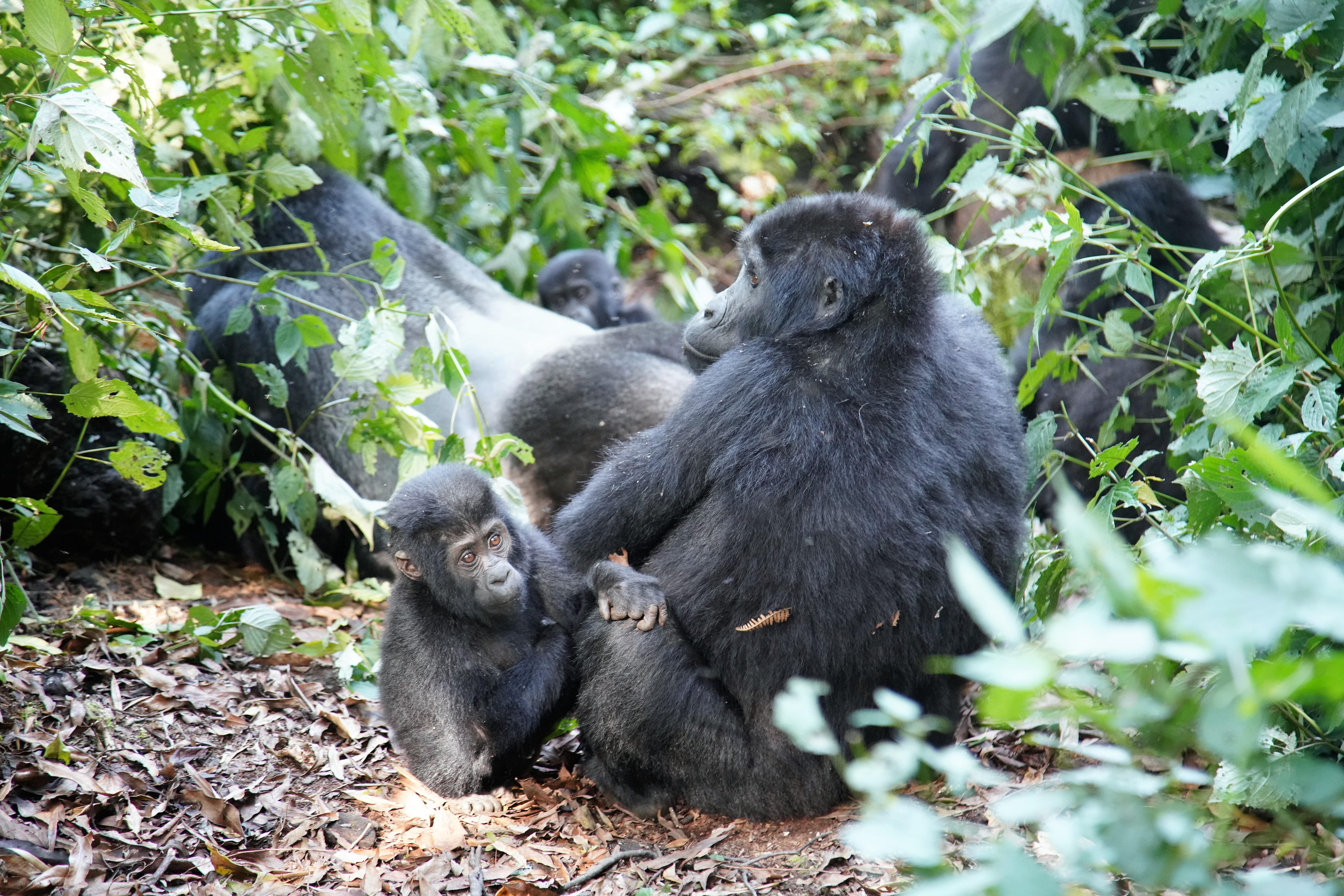
Гориллы в национальном парке Бвинди

Лес Бвинди — эта старая, сложная и очень богатая биосистема. В нём обитает множество видов, в связи с чем он стал объектом Всемирного наследия ЮНЕСКО. Среди восточноафриканских лесов в Бвинди находится самая богатая популяция деревьев, мелких млекопитающих, рептилий и бабочек. Разнообразие флоры и фауны объясняется различной высотой над уровнем моря. Во время похолодания в эпоху плейстоцена лес был убежищем для многих видов животных.
В парке наблюдается тип растительности Afromontane, который довольно редко встречается на африканском континенте. Такая растительность встречается на переходах между горным и равнинным лесом. Флора содержит 220 видов деревьев (более 50 % видов деревьев, известных в Уганде) и более 100 видов папоротников. Здесь произрастает редкий вид деревьев Lovoa swynnertonii, находящийся под угрозой исчезновения вследствие потери мест обитания.
В Бвинди обитает 120 видов млекопитающих, 10 из которых — приматы. Заповедная зона имеет важное значение для сохранения видов фауны afromontane, особенно эндемичных видов из западной части Великой Рифтовой долины. Наряду с горными гориллами (Gorilla beringei beringei), в парке распространены другие виды животных, например обыкновенный шимпанзе (Pan troglodytes), горная обезьяна (Cercopithecus lhoesti), африканские слоны (Loxodonta), Pseudocalyptomena graueri, Papilio leucotaenia, колобусы (Colobus), краснохвостая мартышка (Cercopithecus ascanius), верветки (Chlorocebus pygerythrus), большая лесная свинья (Hylochoerus meinertzhageni), и некоторые мелкие виды антилоп. Среди хищных в Бвинди обитают полосатый шакал (Lupulella adusta), золотая кошка (Profelis aurata) и африканская цивета (Civettictis civetta). Национальный парк является местом обитания для более 350 видов птиц и 200 видов бабочек. Количество видов рыб в реках и озёрах неизвестно.

## Охрана
Национальный парк Бвинди имеет полную защиту, хотя немногим людям, проживающим неподалёку от него, предоставляется доступ к некоторым ресурсам.
Районы, граничащие с парком, очень плотно заселённые, на 1 км² проживает более 300 человек. Некоторые из этих людей являются беднейшими гражданами Уганды. Высокая плотность населения и сельское хозяйство оказывают сильное давление на лес, и составляют наибольшую угрозу для него. 90 % жителей зависят от натурального сельского хозяйства, так как оно даёт небольшие доходы.
До официального признания Бвинди национальным парком в 1991 году доступ к лесным ресурсам был более свободным. Местные жители охотились, вырубали лес и содержали пчёл в парке. Он был объявлен национальным парком из-за своего биоразнообразия и угрозы целостности леса. Статус национального парка привёл к усилению защиты. Доступ в лес сразу был запрещён. Это вызвало много конфликтов с местными жителями. Тва, которые целиком опирались на лес, серьёзно пострадали. Они ловили рыбу и добывали мёд, их предки издавна жили в парке. Люди потеряли скот и посевы, случались человеческие жертвы.

## Туризм
Туристы могут посещать национальный парк в любое время года, хотя в сезон дождей условия для доступа в Бвинди неблагоприятны. Дороги находятся в плохом состоянии, и добраться в парк крайне тяжело.
Главная достопримечательность заповедной области — наблюдение за горными гориллами. Людям, желающим отслеживать горилл, сначала необходимо получить разрешение. Для туристов существуют строгие правила, чтобы свести к минимуму риск передачи заболеваний от людей к гориллам. Путешествие с гидом включает в себя посещение водопада и наблюдение за гориллами и птицами.